# Fritz Lewerentz
Friedrich „Fritz“ Lewerentz (* 3. Juli 1878 in Loddin; † April 1945) war ein deutscher Politiker (SPD).

## Leben
Fritz Lewerentz wurde als Sohn eines Fischers geboren. Er besuchte in den Jahren 1885 bis 1893 die Volksschule und absolvierte ab 1894 eine Lehre als Zimmerer, die er 1897 mit der Gesellenprüfung beendete. Anschließend bereiste er als Handwerksgeselle Mittel-, Nord- und Westdeutschland, ehe er 1898 zum Militärdienst eingezogen wurde. Nach seiner Entlassung aus dem Heeresdienst arbeitete er bis 1907 als Zimmerergeselle in Krefeld. Er trat dem Zimmererverband bei, war in den Jahren 1900 bis 1907 Vorstandsmitglied dessen Krefelder Niederlassung und von 1906 bis 1907 Vorsitzender des dortigen Gewerkschaftskartells, für das er von April 1907 bis November 1911 als hauptamtlicher Sekretär fungierte. Um 1914 war er Gesellschafter der Niederrheinischen Volkstribüne und Aufsichtsratsmitglied des Krefelder Konsumvereins. Vom 5. August 1914 bis zum 25. November 1918 nahm er als Soldat am Ersten Weltkrieg teil und wurde an der Westfront eingesetzt.
Lewerentz hatte sich der SPD angeschlossen, war von Dezember 1911 bis 1933 Bezirkssekretär der Sozialdemokraten für den linken Niederrhein und von 1927 bis 1933 Vorsitzender der SPD Krefeld. Er war seit 1918 Stadtverordneter in Krefeld und wurde im April 1919 als Delegierter zum Berliner Reichsrätekongress entsandt. Während der belgischen Besetzung seiner Heimatstadt 1923/24 wurde er aus politischen Gründen ausgewiesen. In den Jahren 1919 bis 1921 war er Mitglied der Verfassunggebenden Preußischen Landesversammlung. Im Anschluss wurde er in den Preußischen Landtag gewählt, dem er bis 1933 angehörte. 1927 erwarb Lewerentz eine alte Mühle mit großem Grundstück in Stenden am Niederrhein, auf dem er 1928 eine Arbeiterjugend-Ferien- und Bildungsstätte errichtete. Während der NS-Zeit wurde sie von den Nationalsozialisten enteignet und als Gauleiter-Schule benutzt.
Nach der Machtergreifung durch die Nationalsozialisten rief Lewerentz am 5. Februar 1933 zu Massenprotesten auf. Nach der erneuten Wahl in das Krefelder Stadtparlament im März 1933 verweigerte er im Widerstand gegen die nationalsozialistische Beeinträchtigung der demokratischen Institution die Teilnahme an der konstituierenden Sitzung.
Wegen seines Widerstands wurde Lewerentz durch die Nationalsozialisten verfolgt. Nach dem Verbot der SPD im Juni 1933 musste er untertauchen. Im Frühjahr 1934 wurde er zwei Wochen lang in Krefeld inhaftiert. Am 22. August 1944 wurde er im Zuge der Aktion Gitter ohne konkrete Begründung verhaftet und im Gefängnis in Anrath inhaftiert. Von dort wurde er im September 1944 in das Konzentrationslager Sachsenhausen verschleppt. Lewerentz starb im April 1945 kurz vor der Befreiung bei der Räumung des Konzentrationslagers auf dem sogenannten Todesmarsch von Sachsenhausen.

## Würdigungen

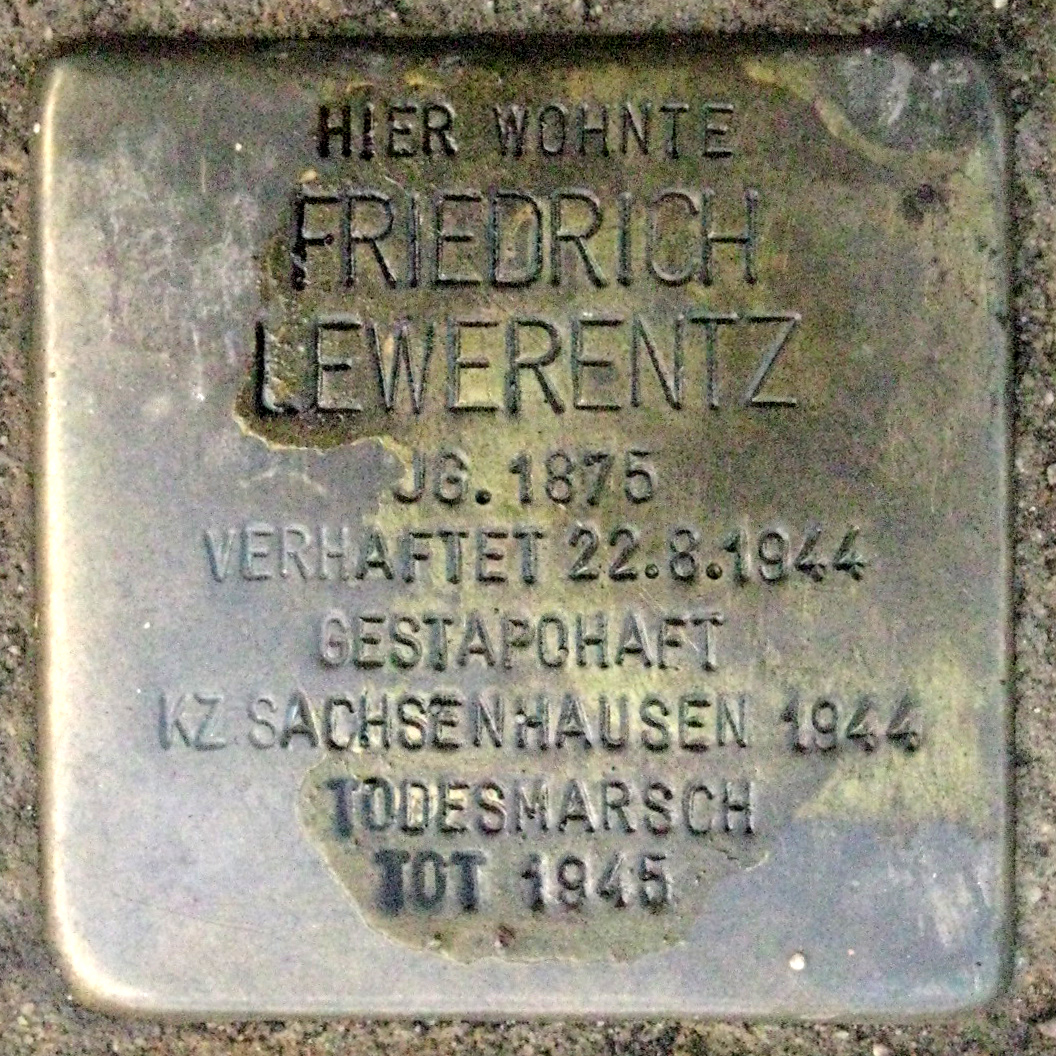
Stolperstein für Friedrich Lewerentz, Hammerschmitdtplatz 1, Krefeld.

Im Jahr 1952 wurde die Arbeiterjugend-Bildungsstätte in Stenden wiedereröffnet. 1972 wurde sie in die Heimvolkshochschule „Fritz-Lewerentz-Heim“ umgewandelt. Im Jahr 1993 wurde die Bildungsabteilung in „Bildungswerk Stenden“ umbenannt. Das Gästehaus blieb unter dem Namen „Fritz-Lewerentz-Heim“ bestehen und wurde 1996 zu einem Tagungshotel modernisiert.
In der Krefelder Innenstadt ist die „Lewerentzstraße“ nach dem Politiker benannt.
Im Jahr 2005 sollte auf Initiative von Krefelder Schülern – unter anderem – für Lewerentz ein Stolperstein zur Ehrung des NS-Opfers verlegt werden. Die jüdische Gemeinde in Krefeld sprach sich, anders als in anderen Städten, gegen die Gedenksteine aus mit der Begründung, dass durch die Einlassung im Boden die Namen der Opfer ständig mit Füßen getreten würden. Die Krefelder Stadtratsmehrheit aus CDU und FDP lehnte danach die Initiative grundsätzlich ab, obwohl eine Reihe der zu ehrenden NS-Opfer nicht jüdisch waren, darunter auch Lewerentz. Daraufhin initiierten die Schüler ein mit rund 14.000 Unterschriften erfolgreiches Bürgerbegehren. Zwischen den Beteiligten wurde ein Kompromiss gefunden: Wenn die jeweiligen Hauseigentümer und die Angehörigen der Opfer zustimmen, können die Stolpersteine verlegt werden. Am 17. Dezember 2006 wurde der Stolperstein im Beisein von Lewerentz’ Urenkelin Karin Munse vor dem Haus Hammerschmidtplatz 1 verlegt.